# Alessandro Belometti
Alessandro Belometti (* 22. Oktober 1973 in Legnano) ist ein italienischer Endurosportler und Motocrosser. Er war Mitglied der siegreichen italienischen Trophy-Mannschaft bei den Internationalen Sechstagefahrten 2005 und 2007.

## Karriere
Seine ersten Erfolge feierte Belometti als regionaler Meister im Minicross. 1987 gewann er die Trofeo Nord Italia im Motocross. 1989 wurde er italienischer Jugend-Motocross-Meister in der Klasse bis 80 cm³. 1991 folgte der Titel in der italienischen Jugendmeisterschaft in der Klasse bis 125 cm³.
Ab 1993 startete Belometti in der Motocross-Weltmeisterschaft. Er erreichte in der Klasse bis 125 cm³ einen 34. Platz. Im folgenden Jahr kam er auf den 15. Platz und 1995 wurde er 23. 1996 wurde er mit einer Honda Siebenter in der Weltmeisterschaft und 1997 kam er mit einer Kawasaki auf den elften Platz.
1998 wurde er Meister in der offenen italienischen Meisterschaft und gewann die Trofeo Supercampione. In der Weltmeisterschaft wurde er mit einer Yamaha Achter in der 125 cm³-Klasse. Im folgenden Jahr wurde er italienischer Vizemeister und Zweiter bei der Trofeo Supercampione. In der Motocross-Weltmeisterschaft wechselte er in die Klasse bis 250 cm³. Mit Yamaha wurde belegte er am Ende einen zehnten Platz. Im Jahr 2000 belegte er in der Tricolore-Meisterschaft einen vierten Platz und wurde mit einer Kawasaki in der Weltmeisterschaft in der Klasse bis 250 cm³ Zwölfter. 2001 wurde er Meister in der Tricolore-Meisterschaft in der Klasse bis 125 cm³ sowie Zweiter bei der Trofeo Supercampione. In der Weltmeisterschaft wechselte er wieder in Klasse bis 125 cm³ und wurde mit einer Yamaha Elfter. 2002 wechselte er zu VOR und wurde Sechster in der offenen italienischen Meisterschaft und in der Weltmeisterschaft 28. in der Klasse bis 500 cm³. 2003 fuhr er wieder in der Klasse bis 125 cm³. In der italienischen Meisterschaft wurde er Vierter und in der Seniorenklasse Zweiter. 
2004 wechselte er vom Motocross zum Endurosport. In der Enduro-Weltmeisterschaft wurde er in der Klasse E1 Sechster und in der italienischen Meisterschaft Zweiter in der Klasse bis 125 cm³. 2005 wurde er in dieser Klasse italienischer Meister. In der Weltmeisterschaft wurde er in der Klasse E1 Dritter. Bei der Internationalen Sechstagefahrt in der Slowakei war er Mitglied der siegreichen Trophy-Nationalmannschaft.
2006 wurde er italienischer Meister in der Klasse E1 in der Kategorie „Hard Race“. In der Gesamtwertung der Meisterschaft wurde er in der Klasse bis 250 cm³-Viertakt Zweiter und erreichte einen vierten Platz in der Wertung aller Klassen. In der Weltmeisterschaft wurde er Vierter in der Klasse E1. 2007 konnte er seinen Titel in der Kategorie „Hard Race“ verteidigen. In der Meisterschaft wurde er Dritter in der Klasse bis 250 cm³-Viertakt. Bei der Internationalen Sechstagefahrt in Chile war er Kapitän der siegreichen Trophy-Nationalmannschaft.
Auch 2008 konnte er den Titel in der Kategorie „Hard Race“ erneut gewinnen. In der Klasse bis 250 cm³-Zweitakt gewann er die italienische Meisterschaft. In der Weltmeisterschaft errang er einen dritten Platz in der Klasse E2. Bei der internationalen Sechstagefahrt gewann er in der Klasse E1 und wurde mit der italienischen Nationalmannschaft Zweiter. 2009 gewann er die italienische Meisterschaft in der Klasse bis 250 cm³-Zweitakt. In der Weltmeisterschaft wurde er Siebenter in der Klasse E2. Bei der Sechstagefahrt in Portugal war er wiederum Kapitän und belegte mit der Mannschaft einen zweiten Platz. 
Im Jahr 2010 fuhr Belometti nur noch in der italienischen Enduromeisterschaft. In der Weltmeisterschaft ist er als Betreuer unterwegs.

## Wichtigste Erfolge
Nationale Meisterschaft Enduro2005, 2008
Internationale Sechstagefahrt2005, 2007